# Црква Успења Пресвете Богородице у Мојсињу
Црква Успења Пресвете Богородице у Мојсињу, насељеном месту Града Чачка, припада Епархији жичкој Српске православне цркве.
Храм посвећен празнику познатијем као Велика Госпојина, освећен је је 1935. године. Подигнут је на месту старије цркве брвнаре крај које је 1833. године сахрањен Рака Левајац.
Црква је једнобродне основе, складних пропорција, са кубетом изнад припрате, великом куполом изнад наоса и угаоном апсидом. Фасада, обојена у бело, складно је расчлањена хоризонталним фугнама које се ломе пратећи форму прозора и украшена плитким орнаменталним рељефима од пешчара.